# Deutsche Rugby-Meisterschaft
Die Deutsche Rugby-Meisterschaft ist ein seit 1909 ausgetragener Rugby-Wettbewerb für deutsche Vereinsmannschaften. Sie wird jährlich vom Deutschen Rugby-Verband (DRV) veranstaltet und ist der wichtigste Titel im nationalen Rugbysport in Deutschland.  

## Organisation und Aufbau

### Vorläufer
Bereits vor Gründung des DRV wurde ab 1898 eine Hannoversche Pokalmeisterschaft ausgetragen. Diese Meisterschaft wurde ab 1900 vom Verband Hannoverscher Fußball-Vereine, der sich 1906 in Verband Nordwestdeutscher Rugby-Vereine umbenannte, organisiert.
| Rugby: Hannoversche Pokalmeister |                                |
| Jahr                             | Pokalmeister                   |
| 1898                             | English Football Club Hannover |
| 1899                             | Hannoverscher FC 1896          |
| 1900                             | DFV 1878 Hannover              |
| 1901                             | DFV 1878 Hannover              |
| 1902                             | DFV 1878 Hannover              |
| 1903                             | Frühjahr: Serie nicht beendet  |
| 1903                             | Herbst: DFV 1878 Hannover      |
| 1904                             | SV Elite Hannover              |
| 1905                             | DFV 1878 Hannover              |
| 1906                             | FV Hannover 1897               |
| 1907                             | FV Hannover 1897               |
| 1908                             | FV Hannover 1897               |
| 1909                             | FV Hannover 1897               |

Da es in den Anfangsjahren weder eine Meisterschaft noch Länderspiele gab, bestand der Höhepunkt der Saison aus einem Repräsentativspiel zwischen Nord- und Süddeutschland (Nord-Süd-Spiel), das jeweils in Zusammenhang mit dem Deutschen Rugby-Tag ausgetragen wurde, dem jährlichen Delegiertentreffen der DRV-Mitgliedsvereine.
| Rugby: Nord-Süd-Spiele |                                                |                                                |                                                |                                                |
| Datum | Ort                                            | Sieger                                         | Gegner                                         | Ergebnis                                       |
| 03.11.1900 | Kassel                                         | Nord                                           | Süd                                            | 11:3                                           |
| 03.11.1901 | Kassel                                         | Nord                                           | Süd                                            | 18:5                                           |
| 1902 – 1904 | nicht ausgetragen wegen finanzieller Probleme  | nicht ausgetragen wegen finanzieller Probleme  | nicht ausgetragen wegen finanzieller Probleme  | nicht ausgetragen wegen finanzieller Probleme  |
| 05.11.1905 | Frankfurt/M.                                   | Süd                                            | Nord                                           | 9:3                                            |
| 04.11.1906 | Hannover                                       | Nord                                           | Süd                                            | 4:0                                            |
| 10.11.1907 | Frankfurt/M.                                   | Nord                                           | Süd                                            | 3:0 abgebr. a                                  |
| 1908 – 1910 | nicht ausgetragen wegen des Abbruchs 1907      | nicht ausgetragen wegen des Abbruchs 1907      | nicht ausgetragen wegen des Abbruchs 1907      | nicht ausgetragen wegen des Abbruchs 1907      |
| 19.11.1911 | Hannover                                       | Nord                                           | Süd                                            | 6:0                                            |
| 1912 | nicht ausgetragen                              | nicht ausgetragen                              | nicht ausgetragen                              | nicht ausgetragen                              |
| 19.10.1913 | Stuttgart                                      | Nord                                           | Süd                                            | 8:7                                            |
| 1914 – 1919 | nicht ausgetragen wegen des Ersten Weltkrieges | nicht ausgetragen wegen des Ersten Weltkrieges | nicht ausgetragen wegen des Ersten Weltkrieges | nicht ausgetragen wegen des Ersten Weltkrieges |
| 29.02.1920 | Heidelberg                                     | Süd                                            | Nord                                           | 6:0                                            |
| 31.10.1920 | Hannover                                       | Nord                                           | Süd                                            | 3:0                                            |
| 06.11.1921 | Pforzheim                                      | unentschieden                                  | unentschieden                                  | 0:0                                            |
| 08.10.1922 | Hannover                                       | Süd                                            | Nord                                           | 19:8                                           |
| 18.03.1923 | Heidelberg                                     | Nord                                           | Süd                                            | 9:3                                            |
| 28.10.1923 | Frankfurt/M.                                   | Süd                                            | Nord                                           | 12:0                                           |
| 30.03.1924 | Hannover                                       | Nord                                           | Süd                                            | 9:3                                            |
| 09.11.1924 | Heidelberg                                     | Süd                                            | Nord                                           | 11:8                                           |
| 29.11.1925 | Frankfurt/M.                                   | wegen Schneefalls abgesagt                     | wegen Schneefalls abgesagt                     | wegen Schneefalls abgesagt                     |
| 18.04.1926 | Heidelberg                                     | Nord                                           | Süd                                            | 12:11                                          |
| 07.11.1926 | Hannover                                       | unentschieden                                  | unentschieden                                  | 14:14                                          |
| 06.11.1927 | Frankfurt/M.                                   | Nord                                           | Süd                                            | 23:12                                          |
| 04.11.1928 | Hannover                                       | abgesagt                                       | abgesagt                                       | abgesagt                                       |
| 13.10.1929 | Heidelberg                                     | Süd                                            | Nord                                           | 6:4                                            |
| 09.11.1930 | Hannover                                       | Nord                                           | Süd                                            | 11:5                                           |
| 25.10.1931 | Heidelberg                                     | Nord                                           | Süd                                            | 13:6                                           |
| 16.10.1932 | Hannover                                       | Süd                                            | Nord                                           | 8:5                                            |
| 1933 | nicht ausgetragen                              | nicht ausgetragen                              | nicht ausgetragen                              | nicht ausgetragen                              |
| 25.07.1934 | Nürnberg b                                     | Nord                                           | Süd                                            | 19:11                                          |
| 1935 – 1946 | nicht ausgetragen                              | nicht ausgetragen                              | nicht ausgetragen                              | nicht ausgetragen                              |
| 02.11.1947 | Heidelberg                                     | Süd                                            | Nord                                           | 9:7                                            |
| 14.11.1948 | Hannover                                       | Nord                                           | Süd                                            | 30:0                                           |
| 06.11.1949 | Heidelberg                                     | Nord                                           | Süd                                            | 8:5                                            |
| 05.11.1950 | Hannover                                       | Nord                                           | Süd                                            | 11:6                                           |
| 1951 | nicht ausgetragen                              | nicht ausgetragen                              | nicht ausgetragen                              | nicht ausgetragen                              |
| 02.11.1952 | Heidelberg                                     | Nord                                           | Süd                                            | 14:9                                           |
| 01.11.1953 | Hannover                                       | Nord                                           | Süd                                            | 19:5                                           |
| 07.11.1954 | Heidelberg                                     | Nord                                           | Süd                                            | 16:9                                           |
| 30.10.1955 | Hannover                                       | unentschieden                                  | unentschieden                                  | 3:3                                            |
| 04.11.1956 | Heidelberg                                     | unentschieden                                  | unentschieden                                  | 6:6                                            |
| 03.11.1957 | Hannover                                       | Nord                                           | Süd                                            | 14:3                                           |
| 02.11.1958 | Heidelberg                                     | Nord                                           | Süd                                            | 14:11                                          |
| 08.11.1959 | Hannover                                       | Nord                                           | Süd                                            | 6:0                                            |
| 13.11.1960 | Heidelberg                                     | Süd                                            | Nord                                           | 5:0                                            |
| 05.11.1961 | Hannover                                       | Nord                                           | Süd                                            | 14:5                                           |
| 16.09.1962 | Frankfurt/M.                                   | Nord                                           | Süd                                            | 8:6                                            |
| 09./10.11.1963 | Hannover                                       | Nord                                           | Süd                                            | 8:3                                            |
| 1964 | nicht ausgetragen                              | nicht ausgetragen                              | nicht ausgetragen                              | nicht ausgetragen                              |
| 02.10.1965 | Heidelberg                                     | Süd                                            | Nord                                           | 19:6                                           |
| 0?.10.1966 | Hannover                                       | Nord                                           | Süd                                            | 9:3                                            |
| 30.09./01.10.1967 | Heidelberg                                     | Nord                                           | Süd                                            | 9:0                                            |
| 1968 – 1972 | nicht ausgetragen                              | nicht ausgetragen                              | nicht ausgetragen                              | nicht ausgetragen                              |
| 29.09.1973 | Heidelberg                                     | unentschieden                                  | unentschieden                                  | 6:6                                            |
| 1974 – 1975 | nicht ausgetragen                              | nicht ausgetragen                              | nicht ausgetragen                              | nicht ausgetragen                              |
| ??.09.1976 | Heidelberg                                     | Süd                                            | Nord                                           | 13:4                                           |
| 04.09.1977 | Hannover                                       | Nord                                           | Süd                                            | 22:6                                           |
| ??.10.1978 | ?                                              | Süd                                            | Nord                                           | 17:8                                           |
| 30.09.1979 | Hannover                                       | Nord                                           | Süd                                            | 34:4                                           |
| 28.09.1980 | Heidelberg                                     | Süd                                            | Nord                                           | 30:19                                          |
| 1981 | nicht ausgetragen                              | nicht ausgetragen                              | nicht ausgetragen                              | nicht ausgetragen                              |
| 12.09.1982 | Hannover                                       | Nord                                           | Süd                                            | 24:13                                          |
| ??.09.1983 | Heidelberg                                     | Nord                                           | Süd                                            | 34:18                                          |
| 1984 | nicht ausgetragen                              | nicht ausgetragen                              | nicht ausgetragen                              | nicht ausgetragen                              |
| 27.10.1985 | Hannover                                       | Süd                                            | Nord                                           | 20:7                                           |
| 1986 – 1998 | nicht ausgetragen                              | nicht ausgetragen                              | nicht ausgetragen                              | nicht ausgetragen                              |
| 18.04.1999 | Heidelberg                                     | Nord                                           | Süd                                            | 32:15                                          |
| 2000 – 2002 | nicht ausgetragen                              | nicht ausgetragen                              | nicht ausgetragen                              | nicht ausgetragen                              |
| 08.11.2003 | Hannover                                       | Nord                                           | Süd                                            | 45:7                                           |
| a Süd brach das Spiel in der 78. Minute ab, da die Mannschaft sich vom Schiedsrichter benachteiligt fühlte. b Das Spiel fand auf den Deutschen Kampfspielen statt. |                                                |                                                |                                                |                                                |

### Bis 1945
Der Austragungsmodus bestand bis 1934 darin, dass zunächst ein Nord- und ein Südmeister ermittelt wurden, die in einem Finale den Deutschen Meister ausspielten. Der Ort des Endspiels wechselte dabei jährlich zwischen dem Norden (Hannover) und dem Süden (Heidelberg, Frankfurt oder Stuttgart). Im Ersten Weltkrieg fiel das Endspiel aus: 1915 wurden weder ein Nord- noch ein Südmeister ermittelt, 1916 bis 1919 lediglich ein Norddeutscher Meister. Das waren 1916 Odin Hannover, 1917 und 1918 der SV Linden 1905, 1919 der SC Linden.
Ab 1934 wurde Rugby in Deutschland wie alle anderen Sportarten im Deutschen Reichsbund für Leibesübungen „gleichgeschaltet“ (1938 umbenannt in Nationalsozialistischer Reichsbund für Leibesübungen). Zuständig war anstelle des DRV nun das Fachamt 2: Fußball, Rugby, Kricket.
Die regionale Gliederung entsprach der der NSDAP in Gaue, die hier Sportbereiche genannt wurden. Ein Sportbereich konnte mehrere Gaue umfassen, sofern dies zweckmäßig erschien.
1935 fiel der gesamte Spielbetrieb zugunsten eines nicht näher beschriebenen Werbejahres aus. Im Folgejahr trat der Modus in Kraft, dass die Meister von acht Sportbereichen den Deutschen Meister ermittelten. Das waren im Jahr 1936:

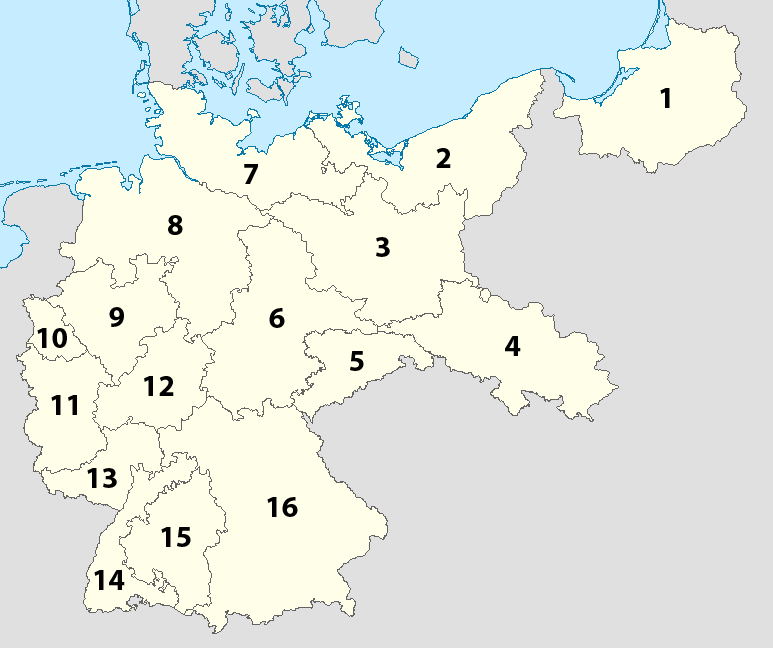
Gebietsstand der Sportbereiche 1934

- (3) Brandenburg: Tennis Borussia Berlin
- (5) Sachsen: SC Thalysia Leipzig
- (7) Nordmark: Kriegsmarine Kiel
- (8) Niedersachsen: FC Schwalbe Hannover
- (10/11) Mittelrhein-Niederrhein: Fortuna Düsseldorf
- (13) Südwest: SC Frankfurt 1880
- (14) Baden: SC Neuenheim
- (15/16) Württemberg-Bayern: Stuttgarter RC

1941 und 1942 wurde nur noch in den Sportbereichen Niedersachsen und Brandenburg eine Meisterschaft ausgetragen. Weil deshalb Vor- und Zwischenrunde entfielen, sollten die Sieger aus Hannover und Berlin jeweils in Heim- und Auswärtsspiel gegeneinander antreten. Ab 1943 wurden kriegsbedingt keine Meisterschaftsspiele mehr ausgetragen.
| Rugby: Regionalmeister 1909 bis 1942 |                                                |                                                |                                                |                                                |                                                |                                            |                                            |                                            |
| Jahr                                 | Norddeutschland                                | Norddeutschland                                | Süddeutschland                                 | Süddeutschland                                 | Süddeutschland                                 | Westdeutschland                            | Brandenburg                                | Mitteldeutschland                          |
| 1909                                 | FV 1897 Hannover                               | FV 1897 Hannover                               | FV Stuttgart 1893                              | FV Stuttgart 1893                              | FV Stuttgart 1893                              | nicht ausgetragen (noch kein Spielbetrieb) | nicht ausgetragen (noch kein Spielbetrieb) | nicht ausgetragen (noch kein Spielbetrieb) |
| 1910                                 | SV Odin Hannover                               | SV Odin Hannover                               | FC Frankfurt 1880                              | FC Frankfurt 1880                              | FC Frankfurt 1880                              | nicht ausgetragen (noch kein Spielbetrieb) | nicht ausgetragen (noch kein Spielbetrieb) | nicht ausgetragen (noch kein Spielbetrieb) |
| 1911                                 | FV 1897 Hannover                               | FV 1897 Hannover                               | FC Frankfurt 1880                              | FC Frankfurt 1880                              | FC Frankfurt 1880                              | nicht ausgetragen (noch kein Spielbetrieb) | nicht ausgetragen (noch kein Spielbetrieb) | nicht ausgetragen (noch kein Spielbetrieb) |
| 1912                                 | FV 1897 Hannover                               | FV 1897 Hannover                               | FC Neuenheim                                   | FC Neuenheim                                   | FC Neuenheim                                   | nicht ausgetragen (noch kein Spielbetrieb) | nicht ausgetragen (noch kein Spielbetrieb) | nicht ausgetragen (noch kein Spielbetrieb) |
| 1913                                 | DFV Hannover 1878                              | DFV Hannover 1878                              | FC Frankfurt 1880                              | FC Frankfurt 1880                              | FC Frankfurt 1880                              | nicht ausgetragen (noch kein Spielbetrieb) | nicht ausgetragen (noch kein Spielbetrieb) | nicht ausgetragen (noch kein Spielbetrieb) |
| 1914                                 | SV Odin Hannover                               | SV Odin Hannover                               | FC Neuenheim                                   | FC Neuenheim                                   | FC Neuenheim                                   | nicht ausgetragen (noch kein Spielbetrieb) | nicht ausgetragen (noch kein Spielbetrieb) | nicht ausgetragen (noch kein Spielbetrieb) |
| 1915                                 | nicht ausgetragen wegen des Ersten Weltkrieges | nicht ausgetragen wegen des Ersten Weltkrieges | nicht ausgetragen wegen des Ersten Weltkrieges | nicht ausgetragen wegen des Ersten Weltkrieges | nicht ausgetragen wegen des Ersten Weltkrieges | nicht ausgetragen (noch kein Spielbetrieb) | nicht ausgetragen (noch kein Spielbetrieb) | nicht ausgetragen (noch kein Spielbetrieb) |
| 1916                                 | SV Odin Hannover                               | SV Odin Hannover                               | nicht ausgetragen wegen des Ersten Weltkrieges | nicht ausgetragen wegen des Ersten Weltkrieges | nicht ausgetragen wegen des Ersten Weltkrieges | nicht ausgetragen (noch kein Spielbetrieb) | nicht ausgetragen (noch kein Spielbetrieb) | nicht ausgetragen (noch kein Spielbetrieb) |
| 1917                                 | SV 1905 Linden                                 | SV 1905 Linden                                 | nicht ausgetragen wegen des Ersten Weltkrieges | nicht ausgetragen wegen des Ersten Weltkrieges | nicht ausgetragen wegen des Ersten Weltkrieges | nicht ausgetragen (noch kein Spielbetrieb) | nicht ausgetragen (noch kein Spielbetrieb) | nicht ausgetragen (noch kein Spielbetrieb) |
| 1918                                 | SV 1905 Linden                                 | SV 1905 Linden                                 | nicht ausgetragen wegen des Ersten Weltkrieges | nicht ausgetragen wegen des Ersten Weltkrieges | nicht ausgetragen wegen des Ersten Weltkrieges | nicht ausgetragen (noch kein Spielbetrieb) | nicht ausgetragen (noch kein Spielbetrieb) | nicht ausgetragen (noch kein Spielbetrieb) |
| 1919                                 | SC Linden                                      | SC Linden                                      | nicht ausgetragen wegen des Ersten Weltkrieges | nicht ausgetragen wegen des Ersten Weltkrieges | nicht ausgetragen wegen des Ersten Weltkrieges | nicht ausgetragen (noch kein Spielbetrieb) | nicht ausgetragen (noch kein Spielbetrieb) | nicht ausgetragen (noch kein Spielbetrieb) |
| 1920                                 | SV Odin Hannover                               | SV Odin Hannover                               | FC Frankfurt 1880                              | FC Frankfurt 1880                              | FC Frankfurt 1880                              | nicht ausgetragen (noch kein Spielbetrieb) | nicht ausgetragen (noch kein Spielbetrieb) | nicht ausgetragen (noch kein Spielbetrieb) |
| 1921                                 | Hawa-Alexandria Hannover                       | Hawa-Alexandria Hannover                       | FC Neuenheim                                   | FC Neuenheim                                   | FC Neuenheim                                   | nicht ausgetragen (noch kein Spielbetrieb) | SC Charlottenburg                          | SC Charlottenburg                          |
| 1922                                 | Hawa-Alexandria Hannover                       | Hawa-Alexandria Hannover                       | FC Frankfurt 1880                              | FC Frankfurt 1880                              | FC Frankfurt 1880                              | nicht ausgetragen (noch kein Spielbetrieb) | SC Charlottenburg                          | SC Charlottenburg                          |
| 1923                                 | FC Schwalbe Hannover                           | FC Schwalbe Hannover                           | FC Neuenheim                                   | FC Neuenheim                                   | FC Neuenheim                                   | nicht ausgetragen (noch kein Spielbetrieb) | BFC Preußen                                | BFC Preußen                                |
| 1924                                 | SV Victoria Linden                             | SV Victoria Linden                             | FC Neuenheim                                   | FC Neuenheim                                   | FC Neuenheim                                   | nicht ausgetragen (noch kein Spielbetrieb) | BFC Preußen                                | BFC Preußen                                |
| 1925                                 | SC Linden                                      | SC Linden                                      | FC Frankfurt 1880                              | FC Frankfurt 1880                              | FC Frankfurt 1880                              | nicht ausgetragen (noch kein Spielbetrieb) | SC Charlottenburg                          | SC Charlottenburg                          |
| 1926                                 | FC Schwalbe Hannover                           | FC Schwalbe Hannover                           | FC Frankfurt 1880                              | FC Frankfurt 1880                              | FC Frankfurt 1880                              | nicht ausgetragen (noch kein Spielbetrieb) | ASC Leipzig                                | ASC Leipzig                                |
| 1927                                 | SV Victoria Linden                             | SV Victoria Linden                             | Heidelberger RK                                | Heidelberger RK                                | Heidelberger RK                                | nicht ausgetragen (noch kein Spielbetrieb) | ASC Leipzig                                | ASC Leipzig                                |
| 1928                                 | DFV Hannover 1878                              | DFV Hannover 1878                              | Heidelberger RK                                | Heidelberger RK                                | Heidelberger RK                                | nicht ausgetragen (noch kein Spielbetrieb) | ASC Leipzig                                | ASC Leipzig                                |
| 1929                                 | SV Victoria Linden                             | SV Victoria Linden                             | FC Frankfurt 1880                              | FC Frankfurt 1880                              | FC Frankfurt 1880                              | nicht ausgetragen (noch kein Spielbetrieb) | SV Siemens Berlin                          | SV Siemens Berlin                          |
| 1930                                 | SV Odin Hannover                               | SV Odin Hannover                               | RG Heidelberg                                  | RG Heidelberg                                  | RG Heidelberg                                  | nicht ausgetragen (noch kein Spielbetrieb) | SV Siemens Berlin                          | ASC Leipzig                                |
| 1931                                 | SV Odin Hannover                               | SV Odin Hannover                               | FC Frankfurt 1880                              | FC Frankfurt 1880                              | FC Frankfurt 1880                              | 1. RC Köln                                 | Tennis Borussia Berlin                     | ASC Leipzig                                |
| 1932                                 | FV 1897 Linden                                 | FV 1897 Linden                                 | RG Heidelberg                                  | RG Heidelberg                                  | RG Heidelberg                                  | Düsseldorfer Kickers                       | Tennis Borussia Berlin                     | ASC Leipzig                                |
| 1933                                 | RC Elite Hannover                              | RC Elite Hannover                              | RG Heidelberg                                  | RG Heidelberg                                  | RG Heidelberg                                  | Düsseldorfer Kickers                       | Tennis Borussia Berlin                     | Dresdner SG                                |
| 1934                                 | VfR Döhren                                     | VfR Döhren                                     | RG Heidelberg                                  | RG Heidelberg                                  | RG Heidelberg                                  | nicht ausgetragen                          | Tennis Borussia Berlin                     | Dresdner SG                                |
| 1935                                 | nicht ausgetragen (sog. Werbejahr)             | nicht ausgetragen (sog. Werbejahr)             | nicht ausgetragen (sog. Werbejahr)             | nicht ausgetragen (sog. Werbejahr)             | nicht ausgetragen (sog. Werbejahr)             | nicht ausgetragen (sog. Werbejahr)         | Berliner RC (Pokalsieger)                  | (sog. Werbejahr)                           |
| Jahr                                 | Niedersachsen                                  | Nordmark                                       | Baden                                          | Südwest                                        | Württemberg-Bayern                             | Mittelrhein-Niederrhein                    | Brandenburg                                | Sachsen                                    |
| 1936                                 | FC Schwalbe Hannover                           | Kriegsmarine Kiel                              | SC Neuenheim 1902                              | SC Frankfurt 1880                              | Stuttgarter RC                                 | TSV Fortuna Düsseldorf                     | FC Tennis Borussia                         | SC Thalysia Leipzig                        |
| 1937                                 | FV 1897 Linden                                 | FC St. Pauli                                   | RG Heidelberg                                  | SC Frankfurt 1880                              | Stuttgarter RC                                 | TSV Fortuna Düsseldorf                     | Berliner SV 1892                           | SC Thalysia Leipzig                        |
| 1938                                 | VfV Hannover                                   | FC St. Pauli                                   | RG Heidelberg                                  | SG Eintracht Frankfurt                         | ?                                              | 1. RC Köln                                 | SV Siemens Berlin                          | ?                                          |
| 1939                                 | VfV Hannover                                   | FC St. Pauli                                   | SC Neuenheim 1902                              | SG Eintracht Frankfurt                         | ?                                              | nicht ausgetragen                          | Polizei-SV Berlin                          | ?                                          |
| 1940                                 | FV 1897 Linden                                 | FC St. Pauli                                   | SC Neuenheim 1902                              | SG Eintracht Frankfurt                         | ?                                              | nicht ausgetragen                          | Polizei-SV Berlin                          | ?                                          |
| 1941                                 | SC Elite Linden                                | nicht ausgetragen                              | nicht ausgetragen                              | nicht ausgetragen                              | nicht ausgetragen                              | nicht ausgetragen                          | SV Siemens Berlin                          | nicht ausgetragen                          |
| 1942                                 | SC Germania List                               | nicht ausgetragen                              | nicht ausgetragen                              | nicht ausgetragen                              | nicht ausgetragen                              | nicht ausgetragen                          | SG Ordnungspolizei Berlin                  | nicht ausgetragen                          |

### Nach 1945
1948 war ein Vorspiel Berlin gegen Süd geplant, von dem nicht bekannt ist, ob es wirklich stattfand. Der Vertreter Berlins spielte dann gegen den Nordmeister. 1949 bis 1952 spielte wieder der Nord- gegen den Südmeister um den Titel. Ab 1953 wurden die Endspielteilnehmer durch die Meister der (fünf bis sechs) Regionalligen ermittelt. So kam es, dass 1964 ausnahmsweise zwei Vereine aus dem Norden im Finale standen.
| Rugby: Regionalmeister 1947 bis zur Gründung der Bundesliga |                                                    |                                                    |                                                    |                                                   |                                                   |                                                   |
| – | Spielten zeitweise einen Norddeutschen Meister aus | Spielten zeitweise einen Norddeutschen Meister aus | Spielten zeitweise einen Norddeutschen Meister aus | Spielten zeitweise einen Süddeutschen Meister aus | Spielten zeitweise einen Süddeutschen Meister aus | Spielten zeitweise einen Süddeutschen Meister aus |
| Jahr | Niedersachsen                                      | Hamburg/Nordmark A                                 | Berlin                                             | Baden(-Württemberg)                               | Hessen/Südwest                                    | Nordrhein-Westfalen/West                          |
| 1947 | SV 1908 Ricklingen                                 | nicht ermittelt                                    | Berliner SV 1892                                   | nicht ermittelt                                   | nicht ermittelt                                   | nicht ermittelt                                   |
| 1948 | SV Victoria Linden                                 | FC St. Pauli                                       | Berliner SV 1892                                   | SC Neuenheim                                      | nicht ermittelt                                   | nicht ermittelt                                   |
| 1949 | SV Victoria Linden                                 | FC St. Pauli                                       | Berliner SV 1892                                   | SC Neuenheim                                      | nicht ermittelt                                   | nicht ermittelt                                   |
| 1950 | SV Victoria Linden                                 | FC St. Pauli                                       | Berliner SV 1892                                   | SC Neuenheim                                      | nicht ermittelt                                   | nicht ermittelt                                   |
| 1951 | SV Victoria Linden                                 | FC St. Pauli                                       | Berliner SV 1892                                   | SC Neuenheim                                      | kein Meister B                                    | nicht ermittelt                                   |
| 1952 | SV Victoria Linden                                 | FC St. Pauli                                       | Berliner SV 1892                                   | SC Neuenheim                                      | SC Frankfurt 1880                                 | nicht ermittelt                                   |
| 1953 | SV Victoria Linden                                 | FC St. Pauli                                       | Berliner SV 1892                                   | TSV Handschuhsheim                                | SC Frankfurt 1880                                 | ASV Köln                                          |
| 1954 | SV Victoria Linden                                 | FC St. Pauli                                       | Berliner SV 1892                                   | SC Neuenheim                                      | SC Frankfurt 1880                                 | ?                                                 |
| 1955 | SV Victoria Linden                                 | FC St. Pauli                                       | Berliner SC                                        | TSV Handschuhsheim                                | SG Eintracht Frankfurt                            | ?                                                 |
| 1956 | TuS Victoria Linden                                | FC St. Pauli                                       | Berliner SV 1892                                   | TSV Handschuhsheim                                | SG Eintracht Frankfurt                            | ?                                                 |
| 1957 | SC Elite Linden                                    | FC St. Pauli                                       | Berliner SC                                        | TSV Handschuhsheim                                | SC Frankfurt 1880                                 | ?                                                 |
| 1958 | TuS Victoria Linden                                | FC St. Pauli                                       | SV Siemensstadt                                    | SC Neuenheim                                      | SC Frankfurt 1880                                 | ?                                                 |
| 1959 | VfR Döhren                                         | FC St. Pauli                                       | SV Siemensstadt                                    | RG Heidelberg C                                   | RG Heidelberg C                                   | ?                                                 |
| 1960 | SV 1908 Ricklingen                                 | SV Polizei Hamburg                                 | SV Siemensstadt                                    | TSV Handschuhsheim                                | TSV Handschuhsheim                                | ASV Köln                                          |
| 1961 | SV Odin Hannover                                   | FC St. Pauli                                       | SV Siemensstadt                                    | SC Neuenheim                                      | SC Neuenheim                                      | ASV Köln                                          |
| 1962 | TSV Victoria Linden                                | FC St. Pauli                                       | SV Siemensstadt                                    | SC Neuenheim                                      | SC Neuenheim                                      | ASV Köln                                          |
| 1963 | SV Odin Hannover                                   | SV Polizei Hamburg                                 | Berliner RC                                        | TSV Handschuhsheim                                | TSV Handschuhsheim                                | ASV Köln                                          |
| 1964 | DSV 1878 Hannover                                  | FC St. Pauli                                       | SV Siemensstadt                                    | SC Neuenheim                                      | SC Neuenheim                                      | ASV Köln                                          |
| 1965 | TSV Victoria Linden                                | SV Polizei Hamburg                                 | SV Siemensstadt                                    | SC Neuenheim                                      | SG Eintracht Frankfurt                            | RC Hürth                                          |
| 1966 | DSV 1878 Hannover                                  | SV Polizei Hamburg                                 | SV Siemensstadt                                    | SC Neuenheim                                      | SG Eintracht Frankfurt                            | ?                                                 |
| 1967 | TSV Victoria Linden                                | FC St. Pauli                                       | SV Siemensstadt                                    | SC Neuenheim                                      | SG Eintracht Frankfurt                            | ?                                                 |
| 1968 | DSV 1878 Hannover                                  | FC St. Pauli                                       | SV Siemensstadt                                    | TSV Handschuhsheim                                | SG Eintracht Frankfurt                            | ?                                                 |
| 1969 | TSV Victoria Linden                                | FC St. Pauli                                       | SV Siemensstadt                                    | Heidelberger RK 1872                              | SC Frankfurt 1880                                 | ?                                                 |
| 1970 | DSV 1878 Hannover                                  | FC St. Pauli                                       | SV Siemensstadt                                    | RG Heidelberg D                                   | RG Heidelberg D                                   | RG Heidelberg D                                   |
| 1971 | DSV 1878 Hannover                                  | FC St. Pauli                                       | SV Siemensstadt                                    | Heidelberger RK 1872                              | Heidelberger RK 1872                              | Heidelberger RK 1872                              |
| A Bis 1962 spielten auch Vereine aus Schleswig-Holstein in der Liga, besonders aus Kiel. B 1951 mit den Vereinen aus Baden Teilnahme an der Süddeutschen Meisterschaft. C 1959–1964 gemeinsame Süddeutsche Meisterschaft Baden-Württemberg/Hessen. D 1970 und 1971 Oberliga Süd-West mit Baden-Württemberg, Hessen und Nordrhein-Westfalen. |                                                    |                                                    |                                                    |                                                   |                                                   |                                                   |

1971 kam es zur Bildung der in Nord und Süd geteilten Bundesliga, deren Staffelsieger das Endspiel bestritten, bis die Liga 1995 eingleisig wurde. Nach Ermittlung der Hauptrunde spielen der Erst- und Zweitplatzierte in einer KO-Runde den Deutschen Meister aus. Nur 2002 wurde kein Finale ausgetragen, es galt der Tabellen-Endstand der Bundesliga.

### Meisterrunde
Von der Saison 2012/13 bis zur Saison 2014/15 gab es nach dem Ausspielen von regionalen Vorrunden, gespielt von der 1. und 2. Bundesliga, eine Aufteilung der Mannschaften in Meisterrunde, DRV-Pokal und Liga-Pokal. Der Gewinner der Meisterrunde wurde Deutscher Meister.

## Endspiele und Meister
| Jahr                                                    | Ort                       | Endspiel                                     | Ergebnis             |
| ------------------------------------------------------- | ------------------------- | -------------------------------------------- | -------------------- |
| 1909                                                    | Stuttgart                 | FV 1897 Hannover – FV Stuttgart              | 6:3                  |
| 1910                                                    | Hannover                  | FC Frankfurt 1880 – SV Odin Hannover         | 3:0                  |
| 1911                                                    | –                         | (FV 1897 Linden – FC Frankfurt 1880)         | nicht ausgetragen    |
| 1912                                                    | Heidelberg                | FC Neuenheim – FV 1897 Hannover              | 13:6 n.V.            |
| 1913                                                    | Hannover                  | FC Frankfurt 1880 – DFV Hannover 78          | 3:0                  |
| 1914                                                    | Heidelberg                | SV Odin Hannover – FC Neuenheim              | 8:3                  |
| 1915–19 nicht ausgetragen wegen des Ersten Weltkrieges  |                           |                                              |                      |
| 1920                                                    | Hannover                  | SV Odin Hannover – SC Frankfurt 1880         | 3:0                  |
| 1921                                                    | Frankfurt/M.              | FC Neuenheim – Hawa-Alexandria Hannover      | 11:0                 |
| 1922                                                    | Hannover                  | SC Frankfurt 1880 – Hawa-Alexandria Hannover | 3:0 n.2.V.           |
| 1923                                                    | Heidelberg                | FC Schwalbe Hannover – FC Neuenheim          | 6:3 n.V.             |
| 1924                                                    | Hannover                  | SC Neuenheim – SV Victoria Linden            | 8:3                  |
| 1925                                                    | Frankfurt/M.              | SC Frankfurt 1880 – SC Linden                | 33:13                |
| 1926                                                    | Hannover                  | FC Schwalbe Hannover – SC Frankfurt 1880     | 8:0                  |
| 1927                                                    | Heidelberg                | Heidelberger RK – SV Victoria Linden         | 10:6                 |
| 1928                                                    | Hannover                  | Heidelberger RK – DFV Hannover 78            | 8:0                  |
| 1929                                                    | Frankfurt/M.              | SV Victoria Linden – Heidelberger RK         | 5:0 n.2.V.           |
| 1930                                                    | Hannover                  | SV Odin Hannover – RG Heidelberg             | 13:0                 |
| 1931                                                    | Heidelberg                | SV Odin Hannover – SC Frankfurt 1880         | 38:0                 |
| 1932                                                    | Hannover                  | FV 1897 Linden – RG Heidelberg               | 6:5                  |
| 1933                                                    | Heidelberg                | VfR Döhren – RG Heidelberg                   | 3:0                  |
| 1934                                                    | Hannover                  | VfR Döhren – FV 1897 Linden                  | 8:3                  |
| 1935 nicht ausgetragen infolge eines Werbejahres        |                           |                                              |                      |
| 1936                                                    | Frankfurt/M.              | FC Schwalbe Hannover – SC Neuenheim          | 11:0                 |
| 1937                                                    | Hannover                  | FV 1897 Linden – RG Heidelberg               | 32:11                |
| 1938                                                    | Heidelberg                | VfV Hannover-Hainholz – RG Heidelberg        | 14:3                 |
| 1939                                                    | Hannover                  | VfV Hannover-Hainholz – SC Neuenheim         | 16:0                 |
| 1940                                                    | Hannover                  | FV 1897 Linden – SG Eintracht Frankfurt      | 19:6                 |
| 1941                                                    | Berlin, Hannover          | SC Elite Hannover – SV Siemens Berlin        | 11:3, 12:8           |
| 1942                                                    | Berlin, (Hannover)        | SG Ordnungspolizei Berlin – SC Germania List | 13:9, –:–            |
| 1943–47 nicht ausgetragen wegen des Zweiten Weltkrieges |                           |                                              |                      |
| 1948                                                    | Hannover                  | SV Victoria Linden – Berliner SV 1892        | 30:0                 |
| 1949                                                    | Heidelberg                | SC Neuenheim – SC Germania List              | 11:0                 |
| 1950                                                    | Hannover                  | SV 1908 Ricklingen – SC Neuenheim            | 6:0                  |
| 1951                                                    | Berlin                    | SV Victoria Linden – SC Neuenheim            | 18:9                 |
| 1952                                                    | Frankfurt/M.              | SV Victoria Linden – SC Frankfurt 1880       | 22:3                 |
| 1953                                                    | Hannover                  | SV Victoria Linden – TSV Handschuhsheim      | 19:8                 |
| 1954                                                    | Hamburg                   | SV Victoria Linden – SC Neuenheim            | 23:3                 |
| 1955                                                    | Heidelberg                | SV Victoria Linden – TSV Handschuhsheim      | 6:3                  |
| 1956                                                    | Hannover                  | TuS Victoria Linden – TSV Handschuhsheim     | 12:6                 |
| 1957                                                    | Heidelberg                | TSV Handschuhsheim – SC Elite Hannover       | 6:3                  |
| 1958                                                    | Frankfurt/M.              | TuS Victoria Linden – SC Neuenheim           | 21:0                 |
| 1959                                                    | Berlin                    | VfR 06 Döhren – RG Heidelberg                | 10:5                 |
| 1960                                                    | Hannover                  | SV 1908 Ricklingen – TSV Handschuhsheim      | 17:0                 |
| 1961                                                    | Heidelberg                | SV Odin Hannover – SC Neuenheim              | 5:0                  |
| 1962                                                    | Hamburg                   | TSV Victoria Linden – SC Neuenheim           | 11:3                 |
| 1963                                                    | Berlin                    | SV Odin Hannover – TSV Handschuhsheim        | 11:3                 |
| 1964                                                    | Offenbach                 | DSV Hannover 78 – FC St. Pauli               | 11:0                 |
| 1965                                                    | Hannover                  | TSV Victoria Linden – SG Eintracht Frankfurt | 17:12                |
| 1966                                                    | Heidelberg                | SC Neuenheim – DSV Hannover 78               | 9:3                  |
| 1967                                                    | Berlin                    | SC Neuenheim – TSV Victoria Linden           | 11:9                 |
| 1968                                                    | Stuttgart                 | DSV Hannover 78 – TSV Handschuhsheim         | 8:6                  |
| 1969                                                    | Frankfurt/M.              | TSV Victoria Linden – SC Frankfurt 1880      | 25:3                 |
| 1970                                                    | Hannover                  | DSV Hannover 78 – RG Heidelberg              | 20:6                 |
| 1971                                                    | Berlin                    | Heidelberger RK – DSV Hannover 78            | 14:9 n.V.            |
| 1972                                                    | Heidelberg                | TSV Victoria Linden – SC Neuenheim           | 17:16                |
| 1973                                                    | Hannover                  | Heidelberger RK – SV 1908 Ricklingen         | 3:0                  |
| 1974                                                    | Heidelberg                | SV 1908 Ricklingen – Heidelberger TV         | 15:9                 |
| 1975                                                    | Hannover                  | TSV Victoria Linden – Heidelberger RK        | 12:4                 |
| 1976                                                    | Heidelberg                | Heidelberger RK – TSV Victoria Linden        | 35:0                 |
| 1977                                                    | Hannover                  | SC Germania List – Heidelberger RK           | 16:9                 |
| 1978                                                    | Berlin                    | FV 1897 Linden – TSV Handschuhsheim          | 24:16                |
| 1979                                                    | Hamburg                   | SC Germania List – Heidelberger TV           | 9:0                  |
| 1980                                                    | Frankfurt/M.              | RG Heidelberg – FV 1897 Linden               | 16:10                |
| 1981                                                    | Heidelberg                | SC Germania List – Heidelberger RK           | 28:19                |
| 1982                                                    | Hannover                  | DSV Hannover 78 – RG Heidelberg              | 15:6                 |
| 1983                                                    | Heidelberg                | DSV Hannover 78 – RG Heidelberg              | 16:12                |
| 1984                                                    | Hannover                  | DSV Hannover 78 – TSV Victoria Linden        | 27:6                 |
| 1985                                                    | Heidelberg                | DSV Hannover 78 – Heidelberger RK            | 24:9                 |
| 1986                                                    | Hannover                  | Heidelberger RK – DSV Hannover 78            | 15:9                 |
| 1987                                                    | Hannover                  | TSV Victoria Linden – DSV Hannover 78        | 24:0                 |
| 1988                                                    | Hannover                  | DRC Hannover – DSV Hannover 78               | 12:9                 |
| 1989                                                    | Heusenstamm               | TSV Victoria Linden – Berliner RC            | 20:6                 |
| 1990                                                    | Heidelberg                | DSV Hannover 78 – SC Neuenheim               | 31:4                 |
| 1991                                                    | Hannover                  | DSV Hannover 78 – TSV Victoria Linden        | 6:3                  |
| 1992                                                    | Berlin                    | TSV Victoria Linden – SV 1908 Ricklingen     | 59:3                 |
| 1993                                                    | Hannover                  | TSV Victoria Linden – DSV Hannover 78        | 18:14                |
| 1994                                                    | Heidelberg                | TSV Victoria Linden – Heidelberger TV        | 15:3                 |
| 1995                                                    | Hürth                     | SC Neuenheim – TSV Victoria Linden           | 14:13                |
| 1996                                                    | Heidelberg                | TSV Victoria Linden – RG Heidelberg          | 9:8                  |
| 1997                                                    | Hannover                  | RG Heidelberg – TSV Victoria Linden          | 12:12 n.V., 3:1 i.P. |
| 1998                                                    | Hannover                  | DRC Hannover – TSV Victoria Linden           | 25:20                |
| 1999                                                    | Heidelberg, Hannover      | DRC Hannover – RG Heidelberg                 | 11:22, 24:10         |
| 2000                                                    | Hannover (2x)             | DRC Hannover – TSV Victoria Linden           | 34:3, 45:12          |
| 2001                                                    | Hannover, Heidelberg      | DRC Hannover – SC Neuenheim                  | 28:16, 8:13          |
| 2002                                                    | –                         | 1. DRC Hannover, 2. RG Heidelberg            | kein Endspiel        |
| 2003                                                    | Hannover                  | SC Neuenheim – DRC Hannover                  | 18:9                 |
| 2004                                                    | Heidelberg                | SC Neuenheim – DRC Hannover                  | 23:18                |
| 2005                                                    | Hannover                  | DRC Hannover – TSV Handschuhsheim            | 21:9                 |
| 2006                                                    | Heidelberg                | RG Heidelberg – SC Neuenheim                 | 13:9 n.V.            |
| 2007                                                    | Frankfurt/M.              | RG Heidelberg – SC Frankfurt 1880            | 23:15                |
| 2008                                                    | Frankfurt/M.              | SC Frankfurt 1880 – RG Heidelberg            | 28:13                |
| 2009                                                    | Frankfurt/M.              | SC Frankfurt 1880 – Heidelberger RK          | 11:8                 |
| 2010                                                    | Frankfurt/M.              | Heidelberger RK – SC Frankfurt 1880          | 39:22 n.V.           |
| 2011                                                    | Frankfurt/M.              | Heidelberger RK – SC Frankfurt 1880          | 12:9                 |
| 2012                                                    | Heidelberg                | Heidelberger RK – TV Pforzheim               | 20:16                |
| 2013                                                    | Frankfurt/M.              | Heidelberger RK – SC Neuenheim               | 41:10                |
| 2014                                                    | Pforzheim                 | Heidelberger RK – TV Pforzheim               | 43:20                |
| 2015                                                    | Heidelberg                | Heidelberger RK – TV Pforzheim               | 53:27                |
| 2016                                                    | Heusenstamm               | TV Pforzheim – Heidelberger RK               | 41:36                |
| 2017                                                    | Stadion Buschallee Berlin | Heidelberger RK – TV Pforzheim               | 39:35                |
| 2018                                                    | Berlin                    | Heidelberger RK – RG Heidelberg              | 47:12                |
| 2019                                                    | Frankfurt/M.              | SC Frankfurt 1880 – TSV Handschuhsheim       | 22:12                |
| 2020 Saisonabbruch wegen der COVID-19-Pandemie          |                           |                                              |                      |
| 2021 nicht ausgetragen wegen der COVID-19-Pandemie      |                           |                                              |                      |
| 2022                                                    | Frankfurt/M.              | SC Frankfurt 1880 – TSV Handschuhsheim       | 29:17                |
| 2023                                                    | Frankfurt/M.              | SC Frankfurt 1880 – SC Neuenheim             | 30:16                |
| 2024                                                    | Heidelberg                | SC Frankfurt 1880 – SC Neuenheim             | 20:14                |

## Statistik
| Verein                    | Meister | Vizemeister |
| ------------------------- | ------- | ----------- |
| TSV Victoria Linden       | 20      | 10          |
| Heidelberger RK           | 13      | 7           |
| SC Neuenheim              | 9       | 16          |
| DSV Hannover 78           | 9       | 8           |
| SC Frankfurt 1880         | 9       | 8           |
| DRC Hannover              | 7       | 2           |
| SV Odin Hannover          | 6       | 1           |
| RG Heidelberg             | 4       | 13          |
| FV 1897 Linden            | 4       | 2           |
| SC Germania List          | 3       | 2           |
| SV 1908 Ricklingen        | 3       | 2           |
| FC Schwalbe Hannover      | 3       | 0           |
| VfR 06 Döhren             | 3       | 0           |
| VfV Hannover-Hainholz     | 2       | 0           |
| TSV Handschuhsheim        | 1       | 10          |
| TV Pforzheim              | 1       | 4           |
| FV 1897 Hannover          | 1       | 1           |
| SC Elite Hannover         | 1       | 1           |
| SG Ordnungspolizei Berlin | 1       | 0           |
| Heidelberger TV           | 0       | 3           |
| Hawa-Alexandria Hannover  | 0       | 2           |
| SG Eintracht Frankfurt    | 0       | 2           |
| FV Stuttgart              | 0       | 1           |
| SC Linden                 | 0       | 1           |
| SV Siemens Berlin         | 0       | 1           |
| Berliner SV 1892          | 0       | 1           |
| FC St. Pauli              | 0       | 1           |
| Berliner RC               | 0       | 1           |

## Siebener-Meisterschaft
1996 wurde eine Meisterschaft im Siebener-Rugby eingeführt, die jährlich in Turnierform ausgetragen wird. Die Endspiele dominierten bisher die Vereine aus Heidelberg:
| Jahr    | Ort               | Endspiel                             | Ergebnis                             |
| ------- | ----------------- | ------------------------------------ | ------------------------------------ |
| 1996    | Heidelberg        | SC Neuenheim – RG Heidelberg         | 23:12                                |
| 1997    | Hannover          | RG Heidelberg – SC Neuenheim         | 7:5                                  |
| 1998    | Heidelberg        | RG Heidelberg – SC Neuenheim         | 33:5                                 |
| 1999    | Hannover          | RG Heidelberg – DRC Hannover         | 33:20                                |
| 2000    | Hannover          | TSV Victoria Linden – RG Heidelberg  | 40:12                                |
| 2001–02 | nicht ausgetragen | nicht ausgetragen                    | nicht ausgetragen                    |
| 2003    | München           | RG Heidelberg – Karlsruher SV        | 31:7                                 |
| 2004    | Heidelberg        | TSV Handschuhsheim – RG Heidelberg   | 20:5                                 |
| 2005    | Heidelberg        | RG Heidelberg – RK Heusenstamm       | 36:17                                |
| 2006    | Heusenstamm       | RK Heusenstamm – Berliner RC         | 19:14 n.V.                           |
| 2007    | Heusenstamm       | SC 1880 Frankfurt – RG Heidelberg    | 40:26                                |
| 2008    | Heusenstamm       | RG Heidelberg – SC 1880 Frankfurt    | 26:24                                |
| 2009    | Heusenstamm       | RG Heidelberg – RK Heusenstamm       | 31:19                                |
| 2010    | Heusenstamm       | SC 1880 Frankfurt – SC Neuenheim     | 29:12                                |
| 2011    | Heusenstamm       | Heidelberger RK – RG Heidelberg      | 25:14                                |
| 2012    | Heusenstamm       | TV Pforzheim – Heidelberger RK       | 31:24                                |
| 2013    | Heusenstamm       | Heidelberger RK – TV Pforzheim       | 20:19                                |
| 2014    | Heusenstamm       | Heidelberger RK – TV Pforzheim       | 24:19                                |
| 2015    | Heusenstamm       | RG Heidelberg – Heidelberger RK      | 31:10                                |
| 2016    | Heidelberg        | RG Heidelberg – TV Pforzheim         | 31:10                                |
| 2017    | Heidelberg        | RG Heidelberg – TV Pforzheim         | 14:5                                 |
| 2018    | Heusenstamm       | RG Heidelberg – SC Germania List     | 29:22                                |
| 2019    | Heidelberg        | RG Heidelberg – SC Germania List     | 33:10                                |
| 2020    | Heidelberg        | abgesagt wegen der COVID-19-Pandemie | abgesagt wegen der COVID-19-Pandemie |
| 2021    | Heidelberg        | RG Heidelberg – SC Germania List     | 24:10                                |
| 2022    | Heidelberg        | SC Neuenheim – RG Heidelberg         | 13:10 n.V.                           |
| 2023    | Neckarsulm        | RG Heidelberg – SC Neuenheim         | 28:5                                 |
| 2024    | Heidelberg        | SC Germania List – RG Heidelberg     | 28:21                                |

## Meisterschaft der Landesverbände
Sie wurde unter verschiedenen Bezeichnungen von 1976 bis 1998 ausgespielt, zunächst als Verbandspokal der Landesverbände. Ab 1986 hieß der Wettbewerb schlicht Länderpokal. Nach dem Beitritt der Verbände auf dem Gebiet der vormaligen DDR wurde der Pokal 1991 aufgewertet und in Deutsche Meisterschaft der Landesverbände umbenannt.
| Rugby: Meisterschaft der Landesverbände (Männer)                            |                   |                   |                   |                     |                      |
| Jahr                                                                        | Ort               | Platz 1           | Finale            | Platz 2             | Platz 3              |
| Verbandspokal der Landesverbände                                            |                   |                   |                   |                     |                      |
| 1976                                                                        | Heidelberg        | Baden-Württemberg | 10:6              | Niedersachsen       | –                    |
| 1977                                                                        | ?                 | Niedersachsen     | 35:3              | Baden-Württemberg   | –                    |
| 1978                                                                        | Hannover          | Berlin            | 32:4              | Nordrhein-Westfalen | –                    |
| 1979                                                                        | Hürth             | Berlin            | 19:11 A           | Nordrhein-Westfalen | –                    |
| 1980                                                                        | Hannover          | Niedersachsen     | 42:0              | Berlin              | –                    |
| 1981                                                                        | Hannover          | Baden-Württemberg | 3:0               | Niedersachsen       | Nordrhein-Westfalen  |
| 1982–85                                                                     | nicht ausgetragen | nicht ausgetragen | nicht ausgetragen | nicht ausgetragen   | nicht ausgetragen    |
| Länderpokal                                                                 |                   |                   |                   |                     |                      |
| 1986                                                                        | Heidelberg        | Niedersachsen     | 24:15             | Baden-Württemberg   | Baden-Württemberg II |
| 1987                                                                        | Hannover          | Niedersachsen     | 17:3              | Hessen              | Baden-Württemberg    |
| 1988                                                                        | Heusenstamm       | Baden-Württemberg | 40:16             | Hessen              | Niedersachsen        |
| 1989                                                                        | nicht ausgetragen | nicht ausgetragen | nicht ausgetragen | nicht ausgetragen   | nicht ausgetragen    |
| 1990                                                                        | Hamburg           | Niedersachsen     | 9:6               | Baden-Württemberg   | Hamburg              |
| Deutsche Meisterschaft der Landesverbände                                   |                   |                   |                   |                     |                      |
| 1991                                                                        | Hürth             | Niedersachsen     | 67:3              | Berlin              | Nordrhein-Westfalen  |
| 1992                                                                        | Heidelberg        | Niedersachsen     | 15:13             | Baden-Württemberg   | Hessen               |
| 1993                                                                        | Heusenstamm       | Baden-Württemberg | 33:8              | Berlin              | Hessen               |
| 1994                                                                        | Hannover          | Niedersachsen     | 30:0              | Baden-Württemberg   | Berlin               |
| 1995                                                                        | Heusenstamm       | Niedersachsen     | 32:3              | Baden-Württemberg   | Hessen               |
| 1996                                                                        | Heidelberg        | Baden-Württemberg | 33:7              | Niedersachsen       | Hamburg              |
| 1997                                                                        | Fürstenfeldbruck  | Hessen            | 21:20             | Niedersachsen       | Hamburg              |
| 1998                                                                        | Heusenstamm       | Baden-Württemberg | 31:6              | Niedersachsen       | Hessen               |
| A Es ist nicht sicher, ob es sich bei diesem 19:11 um das Endspiel handelt. |                   |                   |                   |                     |                      |